# Исаковка (приток Мечкора)
Исаковка — река в России, протекает главным образом в Кудымкарском районе Пермского края (исток и первый километр течения находятся в Юрлинском районе). Устье реки находится в 8,2 км по правому берегу реки Мечкор. Длина реки составляет 14 км.
Исток реки на Верхнекамской возвышенности в Юрлинском районе в 7 к юго-востоку от села Юрла. Исток находится на водоразделе бассейнов Иньвы и Косы, рядом берут начало небольшие верхние притоки реки Зулы. Река течёт на юг и юго-восток, вскоре после истока перетекает в Кудымкарский район. Приток — Крот (правый). Верхнее течение проходит по ненаселённому лесу, в низовьях протекает деревню Епанова. Впадает в Мечкор в 4 км к северу от села Белоево.

## Данные водного реестра
По данным государственного водного реестра России относится к Камскому бассейновому округу, водохозяйственный участок реки — Кама от города Березники до Камского гидроузла, без реки Косьва (от истока до Широковского гидроузла), Чусовая и Сылва, речной подбассейн реки — бассейны притоков Камы до впадения Белой. Речной бассейн реки — Кама.
По данным геоинформационной системы водохозяйственного районирования территории РФ, подготовленной Федеральным агентством водных ресурсов:
- Код водного объекта в государственном водном реестре — 10010100912111100008052
- Код по гидрологической изученности (ГИ) — 111100805
- Код бассейна — 10.01.01.009
- Номер тома по ГИ — 11
- Выпуск по ГИ — 1